# Прогрес (Бердичів)
Прогрес — український футбольний клуб з Бердичева. Заснований в 1946 році.

## Назви
- 1946—1946 — «Машинобудівник»;
- 1958—1958 — «Авангард»;
- 1961—1992 — «Прогрес».

## Досягнення

### УРСР
- -   Кубок УРСР 
  -  Володар(1) — 1989
- Чемпіонат Житомирської області
  -  Чемпіон(12) — 1952, 1962, 1963, 1964, 1965, 1977, 1982, 1984, 1985, 1986, 1987, 1988,
  -  Срібний призер (9) — 1948, 1950, 1951, 1959, 1971, 1974, 1975, 1980, 1989
  -  Бронзовий призер (8) — 1946, 1958, 1960, 1966, 1967, 1972, 1973, 1981,
- Кубок Житомирської області
  -  Володар (6) — 1962, 1970, 1978, 1984, 1987, 1989
  -  Фіналіст (8) — 1948, 1967, 1974, 1975, 1979, 1988, 1991, 1992

### СРСР
- У другій лізі СРСР — 14 місце (в зональному турнірі УРСР класу «Б» — 1969 рік).
- У Кубку СРСР — 1/8 фіналу (в зональному турнірі Кубка СРСР 1967/68 років).

## Відомі гравці
- Пузач Анатолій Кирилович;
- Шепель Анатолій Миколайович.